# 教下
教下，漢傳佛教術語，在宋明時代，意指天台、法相、賢首三個宗派，又稱教下三家。而新興的禪宗，則自認為是教外別傳，自稱宗門。
至近代，佛教净土宗則自稱為教下。

## 分类
漢傳十大宗派的說法，始於清末楊仁山居士整理日僧凝然(1240-1321)《八宗綱要鈔》。

大乘
- 三論宗——始於鳩摩羅什譯出龍樹《中論》、《十二門論》與提婆的《百論》，奠基于南北朝僧肇、興皇朗、僧朗法師、茅山明，大成於吉藏大師。吉藏大師後，此派被天台宗、禪宗所融攝，沒有進一步的發展。
- 涅槃宗——始於晉竺法護譯《方等泥洹經》二卷，法顯與佛陀跋陀譯出六卷本《大般泥洹經》，至曇無讖於北涼譯出《大般涅槃經》時開始盛行，分南北二派，北方以隨曇無讖譯經的道朗、慧嵩為主，南方則是傳自竺道生一系。隋代極盛，唐之後并入三論宗。
- 地論宗——始於北魏菩提流支及勒那摩提譯出世親所著《十地經論》，屬唯識學派。後併入華嚴宗。
- 攝論宗——被法相宗取代，始於南北朝梁、陳之際，在南方的真諦譯出無著《攝大乘論》，與世親之《攝大乘釋論》，與地論宗同屬唯識學派。在攝論宗出現之後，逐漸吸收了北方的地論宗，南方的地論師也慢慢式微。
- 天台宗（法華宗）——南北朝智者大師奠基。
- 淨土宗——初祖東晉慧遠大師。
- 律宗——始於南北朝法顯、慧光大師，殿基於唐終南道宣律師。
- 禪宗——咸認南北朝達摩祖師東渡中國起始，大盛於唐六祖惠能大師。
- 法相唯識宗（慈恩宗）——唐玄奘法師起始。
- 華嚴宗（賢首宗）——唐杜順法師起始，但真正立派於賢首法藏法師。
- 密宗（真言宗）——唐玄宗時，由善無畏、金剛智與不空三藏先後傳入漢地，號稱開元三大士。

小乘
- 俱舍宗
- 成實宗